# Liste der Biografien/Thor
Liste der Biografien |
Portal Biografien |
Personensuche
# |
A |
B |
C |
D |
E |
F |
G |
H |
I |
J |
K |
L |
M |
N |
O |
P |
Q |
R |
S |
T |
U |
V |
W |
X |
Y |
Z |
?
 
Ta |
Tc |
Te |
Tf |
Tg |
Th |
Ti |
Tj |
Tk |
Tl |
Tm |
To |
Tq |
Tr |
Ts |
Tu |
Tv |
Tw |
Tx |
Ty |
Tz
 
Tha |
The |
Thi |
Thj |
Thn |
Tho |
Thr |
Thu |
Thw |
Thy
 
Thoa |
Thob |
Thod |
Thoe |
Thof |
Thog |
Thoh |
Thoi |
Thok |
Thol |
Thom |
Thon |
Thoo |
Thop |
Thor |
Thos |
Thot |
Thou |
Thov |
Thow |
Thoz
Die Liste der Biografien führt alle Personen auf, die in der deutschsprachigen Wikipedia einen Artikel haben. Dieses ist eine Teilliste mit 520 Einträgen von Personen, deren Namen mit den Buchstaben „Thor“ beginnt.

## Thor
- Þór Heimir Vilhjálmsson (1930–2015), isländischer Rechtswissenschaftler, Richter am Europäischen Gerichtshof für Menschenrechte und ehemaliger Präsident des EFTA-Gerichtshofs
- Thor Helle, Anton († 1748), estnischer Pfarrer und Übersetzer
- Thor Olsen, Jonas (* 1978), dänischer Skilangläufer
- Þór Saari (* 1960), isländischer Politiker (Bürgerbewegung)
- Thor Sigurjonsson (* 1973), isländischer Filmproduzent
- Thor Vilhjálmsson (1925–2011), isländischer Schriftsteller, Autor
- Þór Whitehead (* 1943), isländischer Historiker
- Thor, Annika (* 1950), schwedische Schriftstellerin und Drehbuchautorin
- Thor, Cameron (* 1960), US-amerikanischer Schauspieler
- Thor, Chuan Leong (* 1988), malaysischer Snookerspieler
- Thor, Harald B. (* 1956), österreichischer Bühnen- und Kostümbildner
- Thor, Holger (* 1971), österreichischer Partyveranstalter und Drag Queen
- Thor, Jon Mikl (* 1953), kanadischer Bodybuilder, Musiker, Sänger, Filmkomponist und Schauspieler
- Thor, Sven (1910–1989), schwedischer Radrennfahrer
- Thor, Walter (1870–1929), deutscher Maler und Grafiker

### Thora
- Þóra Arnórsdóttir (* 1975), isländische TV-Moderatorin und Kandidatin für die Präsidentschaftswahl in Island 2012
- Thora Bjorg Helga (* 1989), isländische Schauspielerin
- Þóra Björg Helgadóttir (* 1981), isländische Fußballspielerin
- Thoraconymus, Matthias († 1586), slowakischer reformierter Theologe und Pädagoge
- Thorade, Carl (1841–1896), deutscher Bankier, Person der Arbeiterbewegung und Politiker
- Thorade, Hermann (1881–1945), deutscher Meereskundler und Hochschullehrer
- Thorade, Willa (1871–1962), Persönlichkeit der Sozialfürsorge und Befürworterin der Frauenrechte im Land Oldenburg
- Thorailler, Jean (1888–1957), französischer Wasserballspieler und Schwimmer
- Thorak, Josef (1889–1952), österreichischer Bildhauer und MedailleurJosef Thorak (1889–1952)

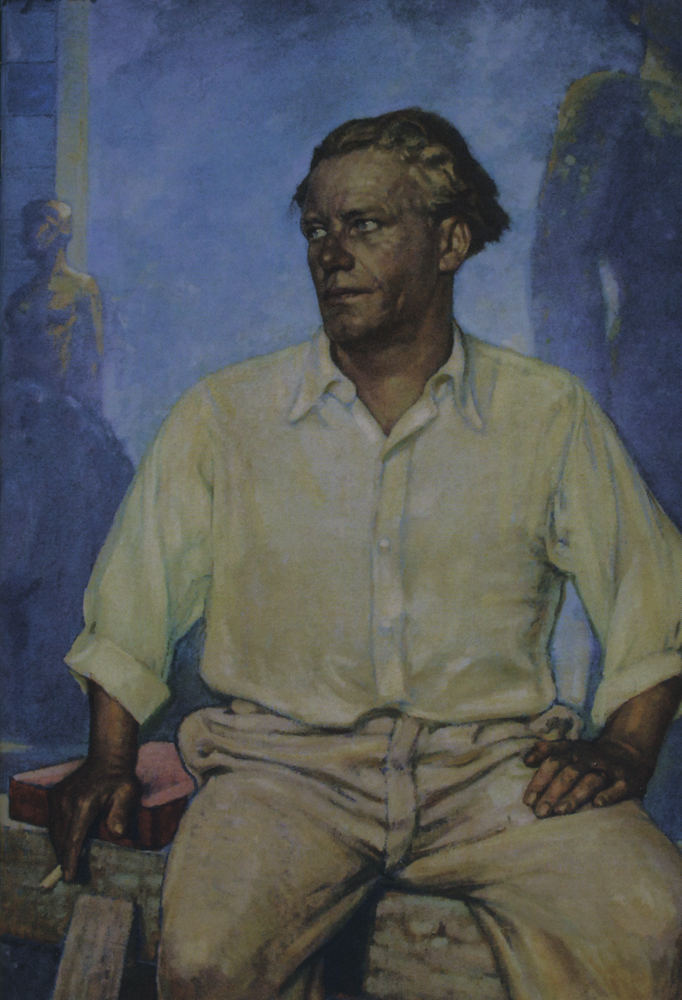
Josef Thorak (1889–1952)

- Thoranc, François de Théas von (1719–1794), französischer Offizier und Kunstsammler
- Thorand, Markus (* 1981), deutscher Fußballspieler
- Thorarensen, Bjarni (1786–1841), isländischer Schriftsteller
- Þórarinn Eldjárn (* 1949), isländischer Schriftsteller
- Þórarinn Eymundsson (* 1977), isländischer Reiter, Pferdezüchter und Hochschullehrer
- Þórarinn Ingi Pétursson (* 1972), isländischer Politiker (Fortschrittspartei)
- Thorau, Horst (1930–1989), deutscher Fotograf und Hochschullehrer
- Thorau, Justus (* 1986), deutscher Dirigent und kommissarischer Generalmusikdirektor am Theater Aachen
- Thorau, Peter (* 1949), deutscher Historiker
- Thoraval, Frédéric (* 1973), französischer Filmeditor
- Thorax (* 1989), deutscher Hardcore-Techno DJ und Musikproduzent

### Thorb
- Thorbeck, Otto (1912–1976), deutscher Jurist und SS-Richter
- Thorbecke, Christian Franz (1763–1830), Abgeordneter der Reichsstände des Königreichs Westphalen und Bürgermeister der Stadt Osnabrück
- Thorbecke, Ellen (1902–1973), niederländische Zeitungsreporterin, Schriftstellerin und Fotografin
- Thorbecke, Franz (1875–1945), deutscher Geograph und Hochschullehrer
- Thorbecke, Franz (1922–2011), deutscher Fotograf
- Thorbecke, Heinrich (1837–1890), deutscher Hochschullehrer und Arabist
- Thorbecke, Johan Rudolf (1798–1872), niederländischer StaatsmannJohan Rudolf Thorbecke (1798–1872)

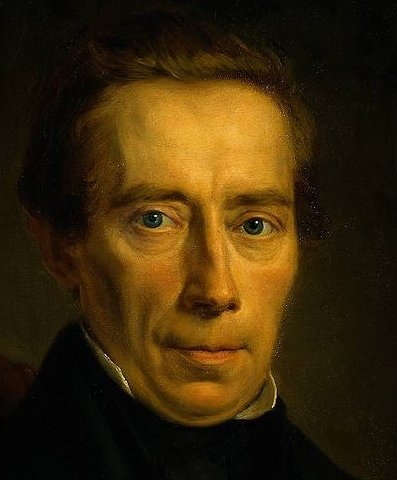
Johan Rudolf Thorbecke (1798–1872)

- Thorbecke, Marie Pauline (1882–1971), deutsche Ethnologin, Fotografin und Malerin
- Thorbecke, Rupprecht (* 1943), deutscher Medizinsoziologe mit besonderer Epilepsie-Expertise
- Thórbergur Thórdarson (1888–1974), isländischer Schriftsteller
- Thorbjarnarson, John (1957–2010), US-amerikanischer Reptilienökologe und Naturschützer
- Þorbjörg Sigríður Gunnlaugsdóttir (* 1978), isländische Juristin und Politikerin
- Thorbjørn Hansen, Ulla (* 1966), dänische lutherische Bischöfin
- Þorbjörn hornklofi, norwegischer Skalde
- Thorborg, Kerstin (1896–1970), schwedische Opernsängerin (Alt)
- Thorborg, Søren (1889–1978), dänischer Turner
- Thorbrietz, Petra (* 1954), deutsche Journalistin und Autorin
- Thorburn, Archibald (1860–1935), britischer Tiermaler und Naturschützer
- Thorburn, Chris (* 1983), kanadischer Eishockeyspieler
- Thorburn, Cliff (* 1948), kanadischer Snookerspieler
- Thorburn, Dominic (* 1989), britischer Schauspieler und Sprecher
- Thorburn, Jim, kanadischer Schauspieler
- Thorburn, June (1931–1967), britische Schauspielerin in Film und Fernsehen
- Thorburn, Robert (1836–1906), kanadischer Unternehmer und Premierminister der Kronkolonie Neufundland

### Thord
- Thordai, János (1597–1636), ungarisch-siebenbürgischer Übersetzer und unitarischer Theologie
- Thordarson, Tomas (* 1974), dänischer Sänger
- Thordeman, Bengt (1893–1990), schwedischer Archäologe, Kunsthistoriker, Numismatiker und Waffenkundler
- Thordendal, Fredrik (* 1970), schwedischer Gitarrist und Komponist
- Þórdís Árnadóttir (1933–2013), isländische Schwimmerin
- Þórdís Edwald (* 1966), isländische Badmintonspielerin
- Þórdís Hrönn Sigfúsdóttir (* 1993), isländische Fußballspielerin
- Þórdís Kolbrún R. Gylfadóttir (* 1987), isländische Juristin und Politikerin (Unabhängigkeitspartei)
- Þórður Guðjónsson (* 1973), isländischer Fußballspieler
- Þórður Guðmundsson (1908–1988), isländischer Wasserballspieler
- Þórður Þorláksson (1637–1697), isländischer Geistlicher, Bischof von Skálholt

### Thore
- Thoré, Théophile (1807–1869), französischer Kunsthistoriker und Wiederentdecker Vermeers
- Thoreau, Henry David (1817–1862), amerikanischer Schriftsteller und PhilosophHenry David Thoreau (1817–1862)

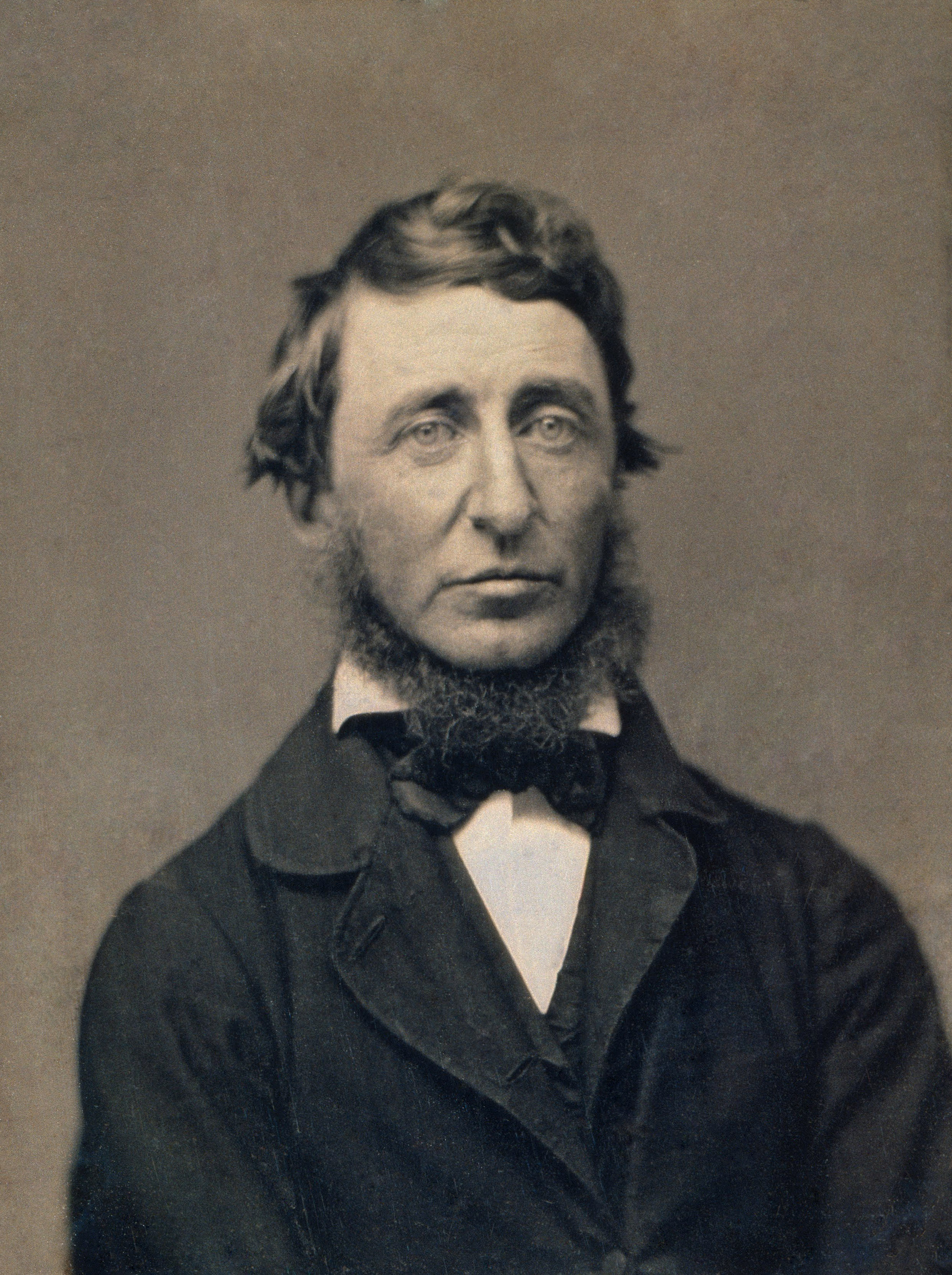
Henry David Thoreau (1817–1862)

- Thorel, Jean-Noël (* 1947), französischer Biologe, Apotheker und Pokerspieler
- Thorell, Erik (* 1992), schwedischer Eishockeyspieler
- Thorell, Sven (1888–1974), schwedischer Segler
- Thorell, Tamerlan (1830–1901), schwedischer Arachnologe
- Thorén, Anders (* 1970), schwedischer Squashspieler
- Thoren, Otto von (1828–1889), österreichischer Offizier und Maler
- Thorén, Per (1885–1962), schwedischer Eiskunstläufer
- Thorens Goumaz, Adèle (* 1971), Schweizer Politikerin
- Thorens, Hermann (1856–1943), Schweizer Unternehmer und Politiker
- Thorer, Alban († 1550), Schweizer Humanist
- Thorer, Axel (* 1939), deutscher Journalist, Autor, Abenteurer und Entdecker
- Thorer, Jürgen (1926–2009), deutscher Unternehmer und Verbandsfunktionär
- Thorer, Paul (1858–1920), deutscher Unternehmer und Verbandsfunktionär
- Thorer, Samuel Timotheus (1795–1846), deutscher Arzt, Ausschussdirektor der Oberlausitzschen Gesellschaft der Wissenschaften und Autor
- Thorer, Theodor (1828–1894), deutscher Kürschner und Rauchwarengroßhändler
- Thoresby, Ralph (1658–1725), englischer Antiquar und Topograph
- Thoresen Bolstad, Synnøve (* 1966), norwegische Biathletin
- Thoresen, Cecilie (1858–1911), norwegische Frauenrechtlerin, erste Studentin Norwegens
- Thoresen, Else (* 1961), norwegische Badmintonspielerin
- Thoresen, Hallvar (* 1957), norwegischer Fußballspieler und -trainer
- Thoresen, Jan (* 1968), norwegischer Curler
- Thoresen, Lasse (* 1949), norwegischer Komponist und Musikpädagoge
- Thoresen, Magdalene (1819–1903), dänisch-norwegische Schriftstellerin und Schwiegermutter Henrik Ibsens
- Thoresen, Patrick (* 1983), norwegischer Eishockeyspieler
- Thoresen, Petter (* 1955), norwegischer Badmintonspieler
- Thoresen, Petter (* 1966), norwegischer Orientierungsläufer
- Thoresen, Rebecca (* 1978), australisch-maltesische Basketballspielerin
- Thoresen, Thorstein H. H. (1885–1956), US-amerikanischer Politiker
- Thöresson, Per (* 1962), schwedischer Diplomat
- Thoresson, William (* 1932), schwedischer Turner
- Thorette, Arnaud (* 1977), französischer Bratschist
- Þórey Anna Ásgeirsdóttir (* 1997), isländische Handballspielerin
- Þórey Rósa Stefánsdóttir (* 1989), isländische Handballspielerin
- Thorez, Maurice (1900–1964), französischer Politiker (Parti communiste francais), Mitglied der NationalversammlungMaurice Thorez (1900–1964)

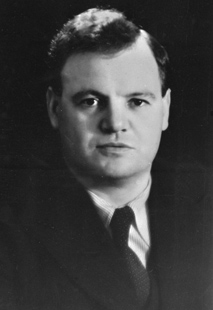
Maurice Thorez (1900–1964)

### Thorf
- Thorfinn Haraldson, schottischer Adliger
- Thorfinn Sigurdsson († 1065), Jarl auf Orkney
- Þorfinnr karlsefni, Wikinger

### Thorg
- Þorgerður Anna Atladóttir (* 1992), isländische Handballspielerin
- Þorgerður Katrín Gunnarsdóttir (* 1965), isländische Politikerin (Unabhängigkeitspartei)
- Thorgerson, Storm (1944–2013), britischer GrafikdesignerStorm Thorgerson (1944–2013)

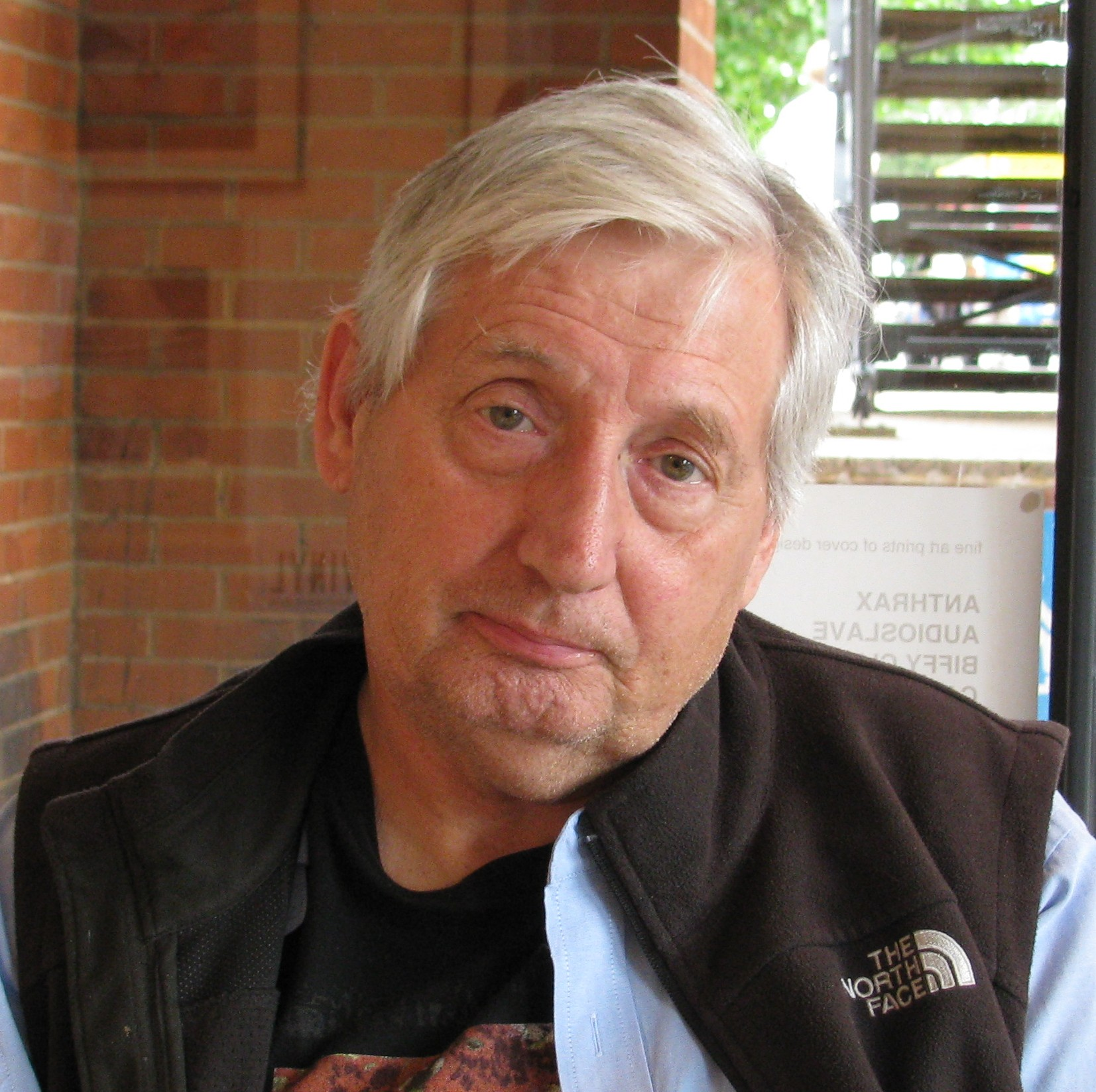
Storm Thorgerson (1944–2013)

- Þorgils Eggertsson (* 2002), isländischer Eishockeyspieler
- Þorgils Gjallandi (1851–1915), isländischer Schriftsteller
- Thorgren, Sven (* 1994), schwedischer Snowboarder
- Þorgrímur Jónsson (* 1976), isländischer Musiker (Kontrabass, Komposition) des Modern Jazz

### Thorh
- Þórhallur Bjarnason (1855–1916), isländischer Bischof
- Thorhauer, Günter (1931–2007), deutscher Fußballspieler
- Thorhauge, Inger Klein (* 1967), färöische Kapitänin
- Thorheim, Bård Ludvig (* 1976), norwegischer Politiker
- Þórhildur Sunna Ævarsdóttir (* 1987), isländische Politikerin (Píratar)
- Þórhildur Þorleifsdóttir (* 1945), isländische Regisseurin, Schauspielerin, Tänzerin und Politikerin

### Thori
- Thörig, Sebastian, Schweizer Landammann und Tagsatzungsgesandter
- Thorild, Thomas (1759–1808), schwedischer Dichter, Schriftsteller und Literaturkritiker
- Thorillière, La (1626–1680), französischer Schauspieler und Autor
- Thorillière, La (1659–1731), französischer Schauspieler
- Thorillière, La (1697–1759), französischer Schauspieler
- Thorin, Donald E. (1934–2016), US-amerikanischer Kameramann
- Thorington, James (1816–1887), US-amerikanischer Politiker
- Thorington, Richard W. (1937–2017), US-amerikanischer Mammaloge
- Þórir Bergsson (1885–1970), isländischer Schriftsteller
- Þórir Hergeirsson (* 1964), isländischer Handballtrainer
- Þórir Jóhann Helgason (* 2000), isländischer Fußballspieler
- Þórir Jónsson (1926–2017), isländischer Skirennläufer
- Þórir Ólafsson (* 1979), isländischer Handballspieler
- Thorisdottir, Maria (* 1993), norwegische Fußballspielerin
- Thorismund († 453), König der Westgoten
- Thorith, Detlef (1942–2019), deutscher Leichtathlet und Olympiateilnehmer
- Thorius Flaccus, römischer Statthalter

### Thork
- Thorkell der Lange, Kommandant der Jomswikinger und anglosächsischer Jarl
- Þorkell Sigurbjörnsson (1938–2013), isländischer Komponist
- Thorkelson, Jacob (1876–1945), US-amerikanischer Politiker
- Thorkild Fjeldsted (1740–1796), isländischer Richter und Løgmaður der Färöer (1769 bis 1772)
- Thorkildsen, Andreas (* 1982), norwegischer Speerwerfer und Olympiasieger
- Thorkildsen, Inga Marte (* 1976), norwegische Politikerin (Sosialistisk Venstreparti)
- Thorkildsen, Per, norwegischer Radrennfahrer

### Thorl
- Thörl, Friedrich (1857–1936), Ehrenbürger der Stadt Harburg, heute Ortsteil von Hamburg
- Thörl, Herbert (1889–1945), deutscher Kaufmann und Chemiker
- Thörl, Samuel (1755–1830), deutscher lutherischer Theologe, Autor und Archidiakon
- Thorlacius, Isa (* 2004), dänische Schauspielerin
- Thorlakson, Katie (* 1985), kanadische Fußballspielerin
- Þorlákur Runólfsson (1086–1133), isländischer Bischof
- Þorlákur Þórhallsson (1133–1193), Bischof auf dem isländischen Bischofssitz in Skálholt
- Thorleifsdóttir, Kristin (* 1998), schwedische Handballspielerin
- Thorleifsen, Daniel (* 1962), grönländischer Historiker
- Thorleifsen, Ole (* 1961), grönländischer Politiker
- Þorleifur Örn Arnarsson (* 1978), isländischer Opern- und Theaterregisseur
- Thorley, Gavin (1947–2022), neuseeländischer Leichtathlet

### Thorm
- Thormaehlen, Bernhild (1944–2011), deutsche Ballerina, Choreografin und Tanzpädagogin
- Thormaehlen, Karsten (* 1965), deutscher Fotograf und Kurator
- Thormaehlen, Klaus (1892–1981), deutscher Ingenieur, Erfinder und Winzer
- Thormaehlen, Ludwig (1889–1956), deutscher Kunsthistoriker und Bildhauer
- Thormählen, Adolf (1892–1984), deutscher Landwirt und Politiker (NSDAP), MdR
- Thormählen, Alice (1928–2020), deutsche Unternehmerin und Stifterin
- Thormählen, Edmund (1865–1946), schwedischer Segler
- Thormählen, Emil (1859–1941), deutscher Architekt und Kunstprofessor
- Thormählen, Harm (* 1946), deutscher Pferdezüchter
- Thormählen, Torsten (* 1963), deutscher Politiker (parteilos)
- Thormann, Albert (1878–1952), deutscher Kommunalpolitiker und Opfer des Stalinismus
- Thormann, Carl (1874–1935), deutscher Jurist
- Thormann, Gabriel († 1716), Schweizer Unternehmer und Politiker
- Thormann, Georg (1655–1708), Schweizer evangelischer Geistlicher
- Thormann, Georges (1912–2000), Schweizer Architekt, Frontist und Präsident der Burgergemeinde Bern
- Thormann, Gottlieb (1754–1831), Schweizer Politiker
- Thormann, Gundel (* 1913), deutsche Schauspielerin bei Bühne, Film und Fernsehen
- Thormann, Hans Ulrich (* 1924), deutscher Bühnen- und Szenenbildner
- Thormann, Heinrich (1816–1890), deutscher Architekt
- Thormann, Jürgen (1928–2024), deutscher Schauspieler, Regisseur, Synchron- und HörspielsprecherJürgen Thormann (1928–2024)

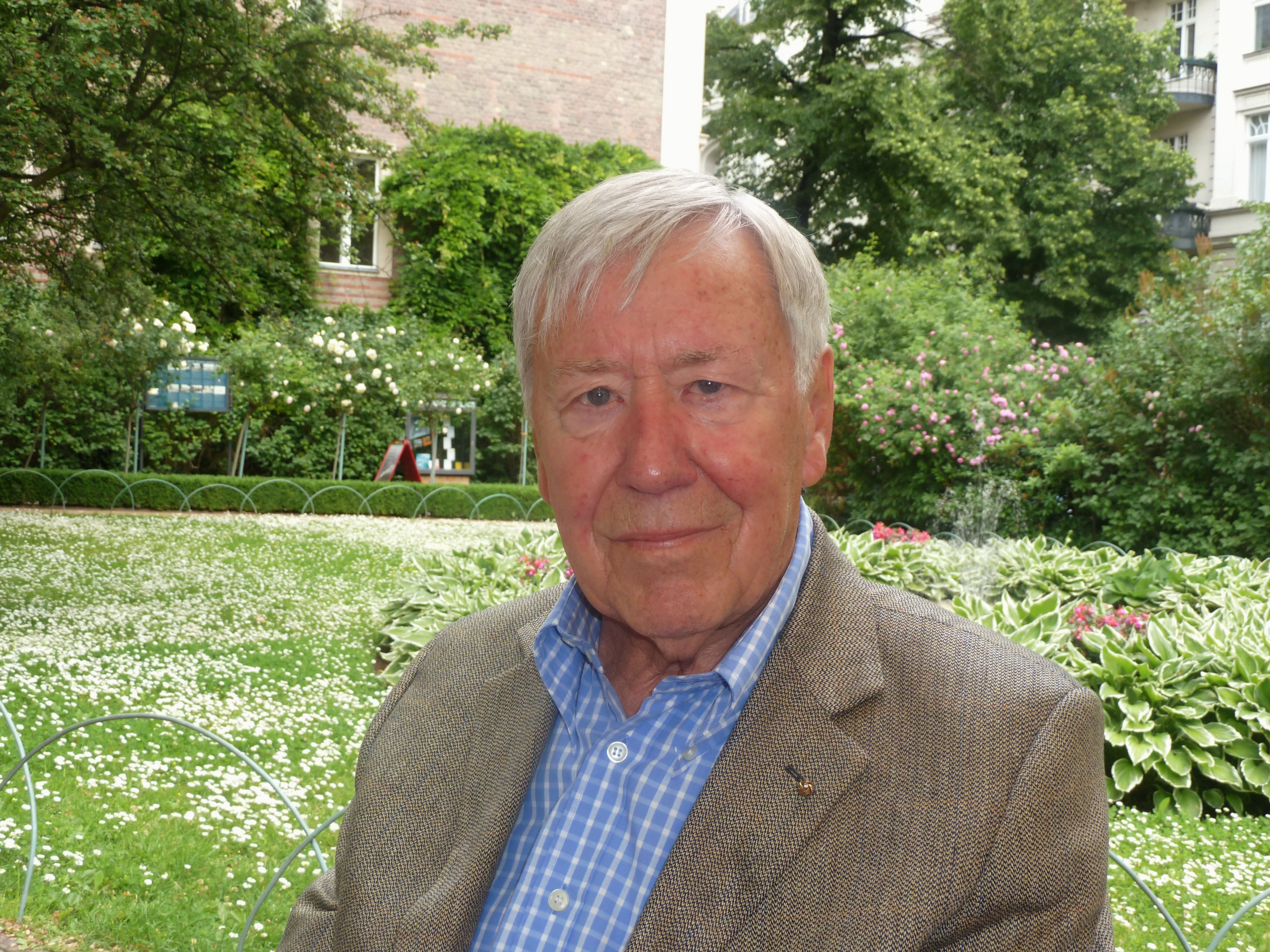
Jürgen Thormann (1928–2024)

- Thormann, Lutz (1940–1992), deutscher Politiker (Bündnis 90), MdL
- Thormann, Otmar (* 1944), österreichisch-schwedischer Fotograf
- Thormann, Patricia (* 1979), deutsche Volleyballspielerin
- Thormann, Philipp (1874–1960), Schweizer Rechtswissenschaftler
- Thormann, Sebastian (* 1976), deutscher Ruderer
- Thormann, Werner (1894–1947), deutscher Journalist
- Thormann, Wolfgang E. (1924–2015), deutsch-amerikanischer Romanist und Hochschullehrer
- Thormelen, Renate, deutsche Schauspielerin und Hörspielregisseurin
- Thormeyer, Arndt-Dieter (1920–2013), deutscher promovierter Landwirt und Offizier
- Thormeyer, Gottlob Friedrich (1775–1842), deutscher Architekt und sächsischer Baubeamter
- Thormeyer, Isolde (1917–2010), deutsche Tischtennisspielerin
- Thormeyer, Markus (* 1997), kanadischer Schwimmer
- Thormeyer, Oda (* 1964), deutsche Schauspielerin
- Thormeyer, Rosa (* 1992), deutsche Schauspielerin und Hörspielsprecherin
- Þormóður Jónsson (* 1983), isländischer Judoka
- Þormóður Torfason (1636–1719), isländischer Historiker

### Thorn
- Thorn Prikker, Hein (1911–1998), deutscher Motorradrennfahrer
- Thorn Prikker, Jan (1868–1932), niederländischer Künstler
- Thorn, Abigail (* 1993), britische Schauspielerin und YouTuberinAbigail Thorn (* 1993)

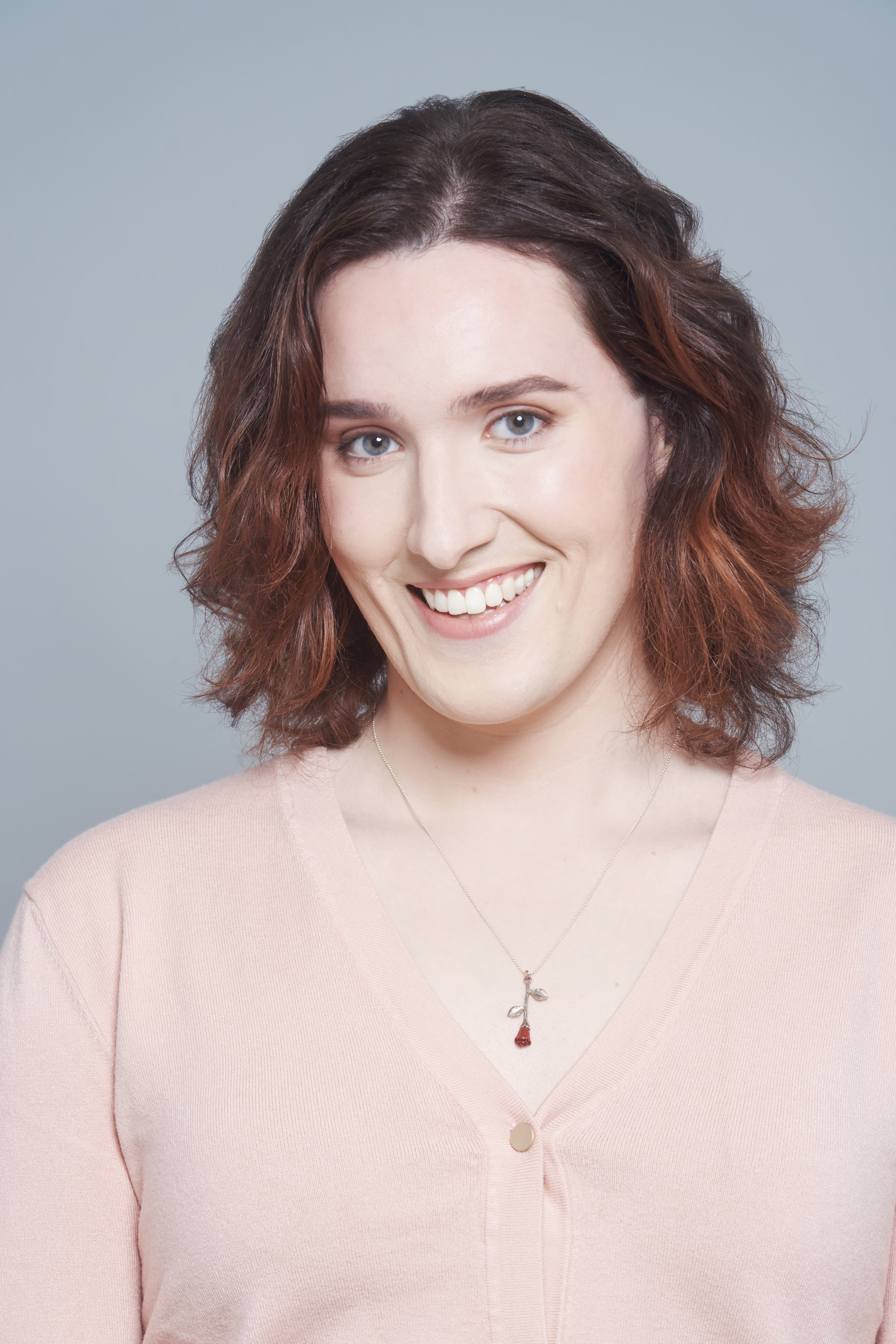
Abigail Thorn (* 1993)

- Thörn, Arvid (1911–1986), schwedischer Fußballspieler
- Thorn, Charles (* 1946), US-amerikanischer theoretischer Physiker
- Thorn, Christer (1879–1956), schwedischer Romanist und Sprachgeograph
- Thorn, Ernest (1853–1928), österreichischer Zauberkünstler
- Thorn, Erwin (1930–2012), österreichischer Bildhauer
- Thorn, Frankie (* 1964), US-amerikanische Schauspielerin
- Thorn, Gaston (1928–2007), luxemburgischer Politiker, Mitglied der Chambre, MdEP
- Thorn, George W. (1906–2004), US-amerikanischer Endokrinologe, Leiter des Howard Hughes Medical Institute
- Thorn, Ines (* 1964), deutsche Schriftstellerin
- Thorn, Jessica (* 1981), finnische Fußballspielerin
- Thorn, Jules (1899–1980), britischer Unternehmer
- Thorn, Karsten (* 1963), deutscher Rechtswissenschaftler, Hochschullehrer
- Thörn, Lars (1904–1990), schwedischer Segler
- Thorn, Laura (* 2000), luxemburgische SängerinLaura Thorn (* 2000)

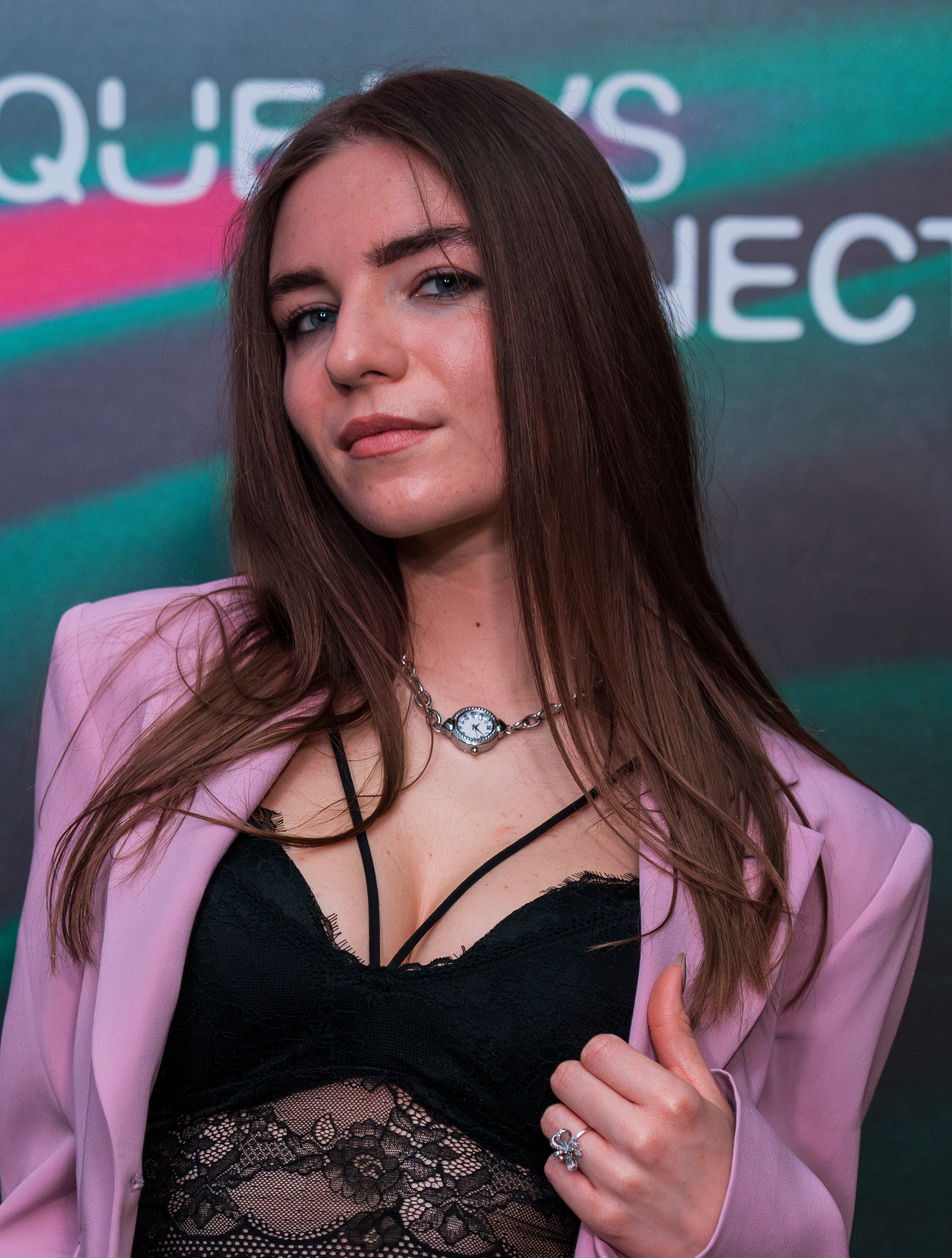
Laura Thorn (* 2000)

- Thorn, Leon (1907–1978), österreichisch-polnisch-US-amerikanischer Rabbiner und Schriftsteller
- Thörn, Martina (* 1991), schwedische Handballspielerin
- Thorn, Nautica (* 1984), US-amerikanische Pornodarstellerin und -regisseurin
- Thorn, Niels Anders (* 1956), dänischer Schauspieler
- Thorn, Olwen (* 1984), britische Skilangläuferin und Biathletin
- Thorn, Paul (* 1964), US-amerikanischer Liedermacher und Sänger
- Thorn, Penelope (* 1957), englische Opernsängerin (Sopran)
- Thorn, Rachel (* 1965), US-amerikanische Kulturanthropologin und Übersetzerin
- Thorn, Robyn (* 1945), australische Schwimmerin
- Thorn, Rod (* 1941), US-amerikanischer Basketballspieler und Manager
- Thorn, Staci (* 1983), US-amerikanische Pornodarstellerin und Schauspielerin
- Thorn, Thomas (* 1964), deutscher Musiker und Gastronom
- Thorn, Tracey (* 1962), britische Sängerin und SongwriterinTracey Thorn (* 1962)

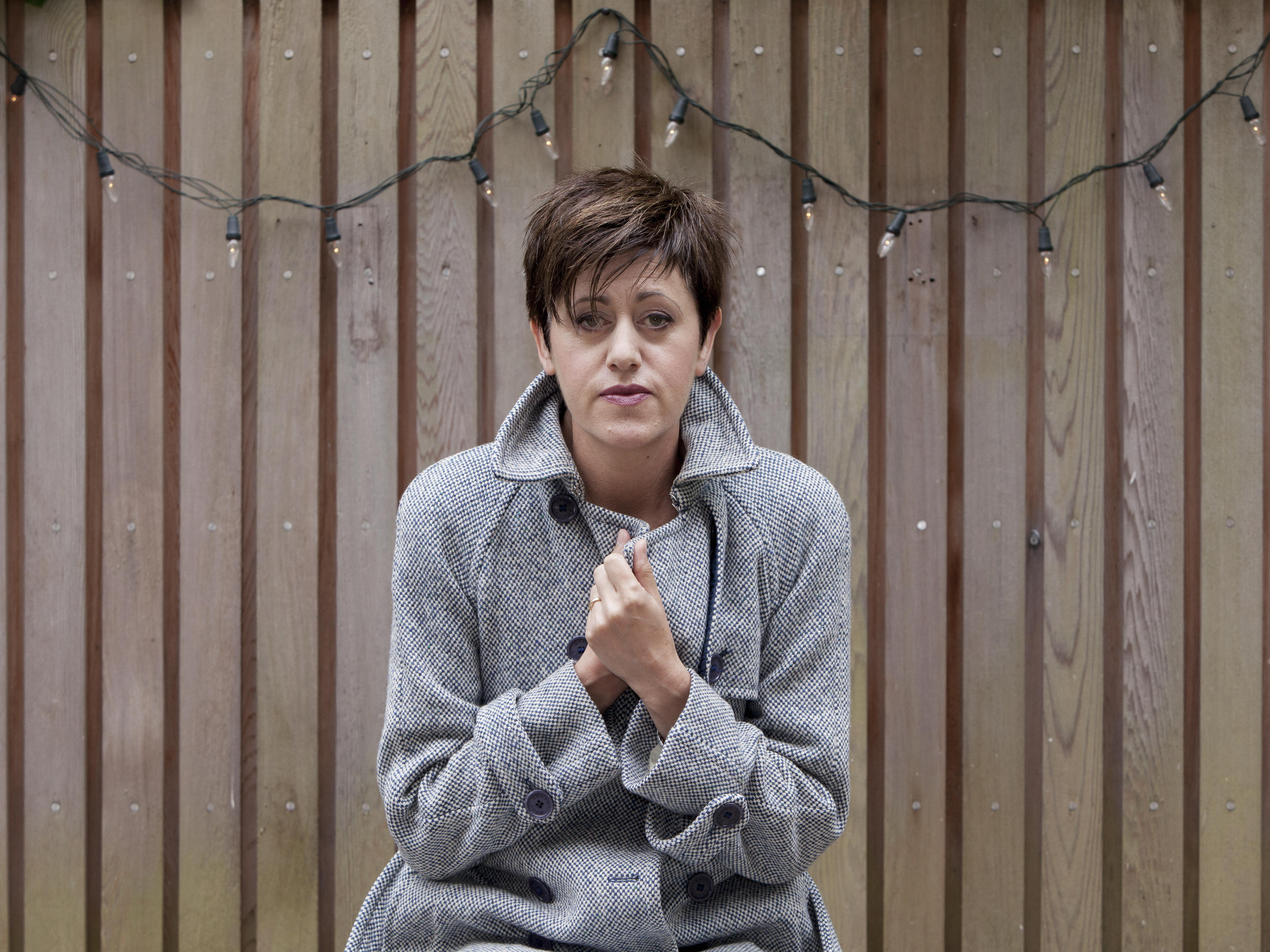
Tracey Thorn (* 1962)

- Thorn, Victor (1844–1930), luxemburgischer Politiker
- Thorn, Viktor (* 1996), schwedischer Skilangläufer
- Thorn, Wilhelm (1857–1913), deutscher Arzt
- Thorn-Prikker, Jan (* 1949), deutscher Kunstkritiker und Publizist
- Thorn-Vogt, Verena (* 1941), schweizerisch-französische Gründerin von Kinderheimen (Relais Parental)
- Thornberg, Julius (1883–1945), dänischer Geiger
- Thörnberg, Martin (* 1983), schwedischer Eishockeyspieler
- Thornberry, Emily (* 1960), britische Anwältin und Politikerin
- Thornberry, Homer (1909–1995), US-amerikanischer Jurist und Politiker
- Thornberry, Mac (* 1958), US-amerikanischer Politiker (Republikanische Partei)
- Thornberry, Terence P., US-amerikanischer Soziologe und Kriminologe
- Thörnblad, Linus (* 1985), schwedischer Leichtathlet
- Thornburg, Newton (1929–2011), US-amerikanischer Schriftsteller
- Thornburgh, Dick (1932–2020), US-amerikanischer Jurist und Politiker
- Thornburgh, Jacob Montgomery (1837–1890), US-amerikanischer Politiker
- Thorndahl, Kirsten (1928–2007), dänische Badmintonspielerin
- Thorndike, Andrew (1878–1950), deutscher Generaldirektor
- Thorndike, Andrew (1909–1979), deutscher Dokumentarfilmer
- Thorndike, Annelie (1925–2012), deutsche Regisseurin, Dokumentaristin und Politikerin, MdV
- Thorndike, Edward H. (* 1934), US-amerikanischer Physiker
- Thorndike, Edward Lee (1874–1949), US-amerikanischer Psychologe
- Thorndike, Lynn (1882–1965), US-amerikanischer Wissenschaftshistoriker
- Thorndike, Sybil (1882–1976), britische Schauspielerin
- Thörne, Alfred (1850–1916), schwedischer Landschafts-, Genre- und Porträtmaler
- Thorne, Bella (* 1997), US-amerikanische Schauspielerin und SängerinBella Thorne (* 1997)

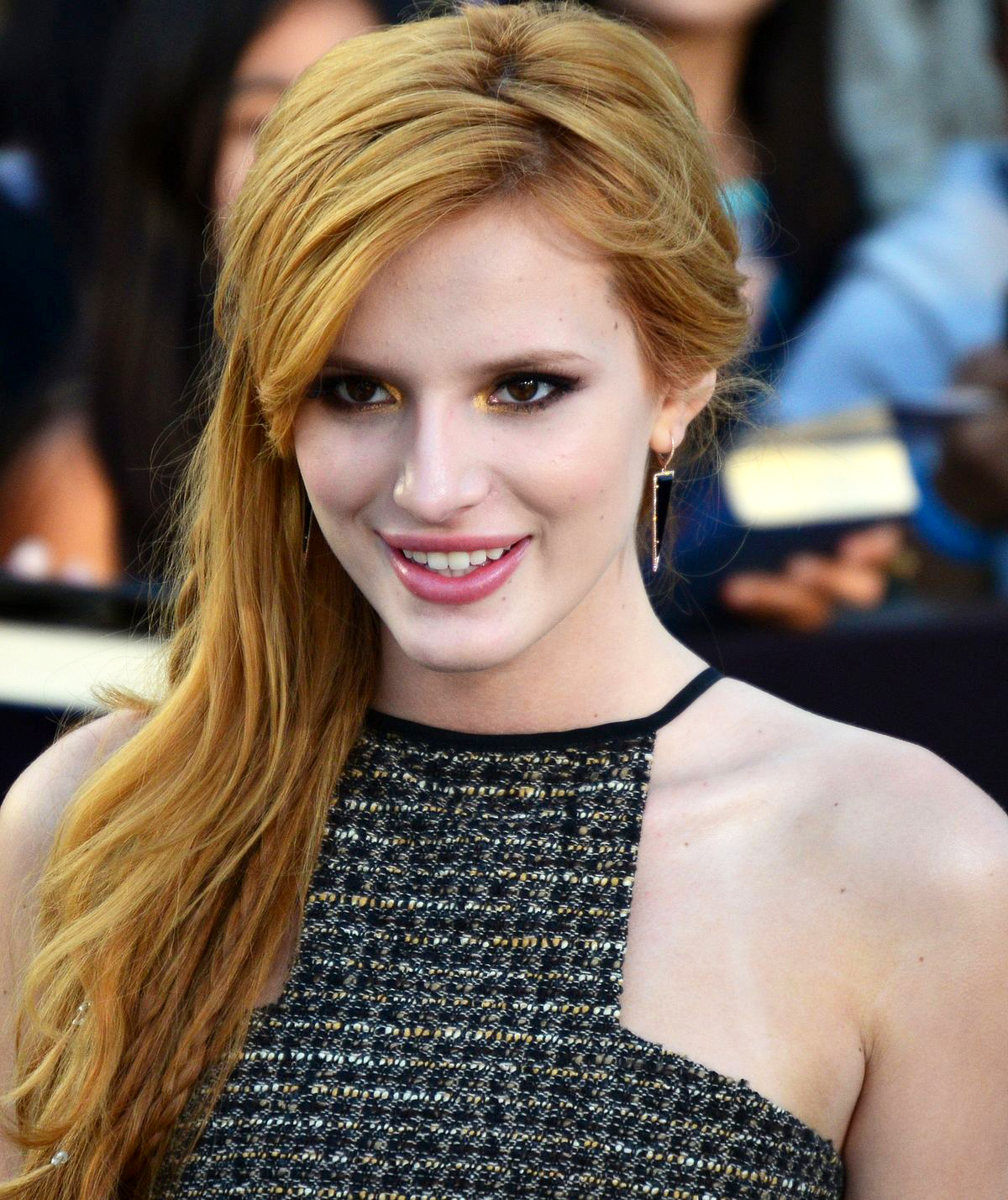
Bella Thorne (* 1997)

- Thorne, Benjamin (* 1993), kanadischer Leichtathlet
- Thorne, Callie (* 1969), US-amerikanische Schauspielerin
- Thorne, Craig (* 2001), kanadischer Hürdenläufer
- Thorne, David (1933–2000), britischer Heeresoffizier, Generalmajor
- Thorne, David (* 1960), amerikanischer Künstler
- Thorne, David (* 1972), australischer Schriftsteller, Satiriker und Grafikdesigner
- Thorne, Dominique (* 1997), US-amerikanische Schauspielerin
- Thorne, Dyanne (1936–2020), US-amerikanische Schauspielerin
- Thorne, Edward (1923–2013), neuseeländischer Marineoffizier, zuletzt Konteradmiral und Commissioner der Feuerwehr
- Thorne, Ernest (1887–1968), britischer Tauzieher
- Thorne, George (* 1993), englischer Fußballspieler
- Thorne, Jack (* 1978), britischer Drehbuchautor und Dramatiker
- Thorne, Jack (* 1987), britischer Mathematiker
- Thorne, Joel (1914–1955), US-amerikanischer Autorennfahrer
- Thorne, Ken (1924–2014), britischer Komponist für Filmmusik
- Thorne, Kip (* 1940), US-amerikanischer PhysikerKip Thorne (* 1940)

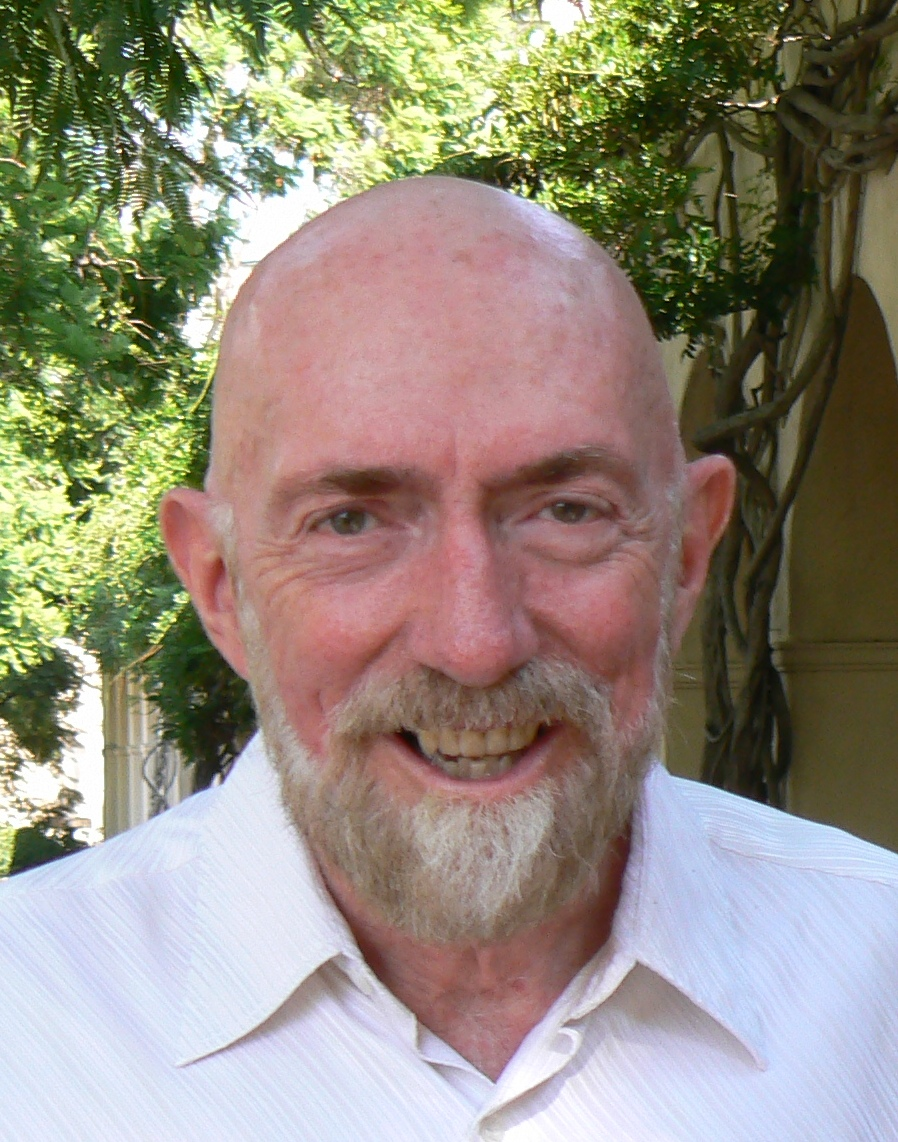
Kip Thorne (* 1940)

- Thorne, Leslie (1916–1993), britischer Automobilrennfahrer
- Thorne, Martha (* 1953), US-amerikanische Architektin
- Thorne, Narcissa Niblack (1882–1966), US-amerikanische Künstlerin
- Thorne, Raymond (1887–1921), US-amerikanischer Schwimmer
- Thorne, Rhonda (* 1958), australische Squashspielerin
- Thorne, Robert C. (1898–1960), US-amerikanischer Paläontologe
- Thorne, Robert Folger (1920–2015), US-amerikanischer Botaniker
- Thorne, Rosella (1930–2022), kanadische Sprinterin, Weit- und Hochspringerin und Hürdenläuferin
- Thorne, Ross (* 1957), australischer Squashspieler
- Thorne, Terrell (* 2007), australischer Sprinter
- Thorne, William P. (1843–1928), US-amerikanischer Politiker
- Thorne, Willie (1954–2020), englischer Snookerspieler
- Thorne, Zoe (* 1984), britische Schauspielerin und Synchronsprecherin
- Thorne-Smith, Courtney (* 1967), US-amerikanische SchauspielerinCourtney Thorne-Smith (* 1967)

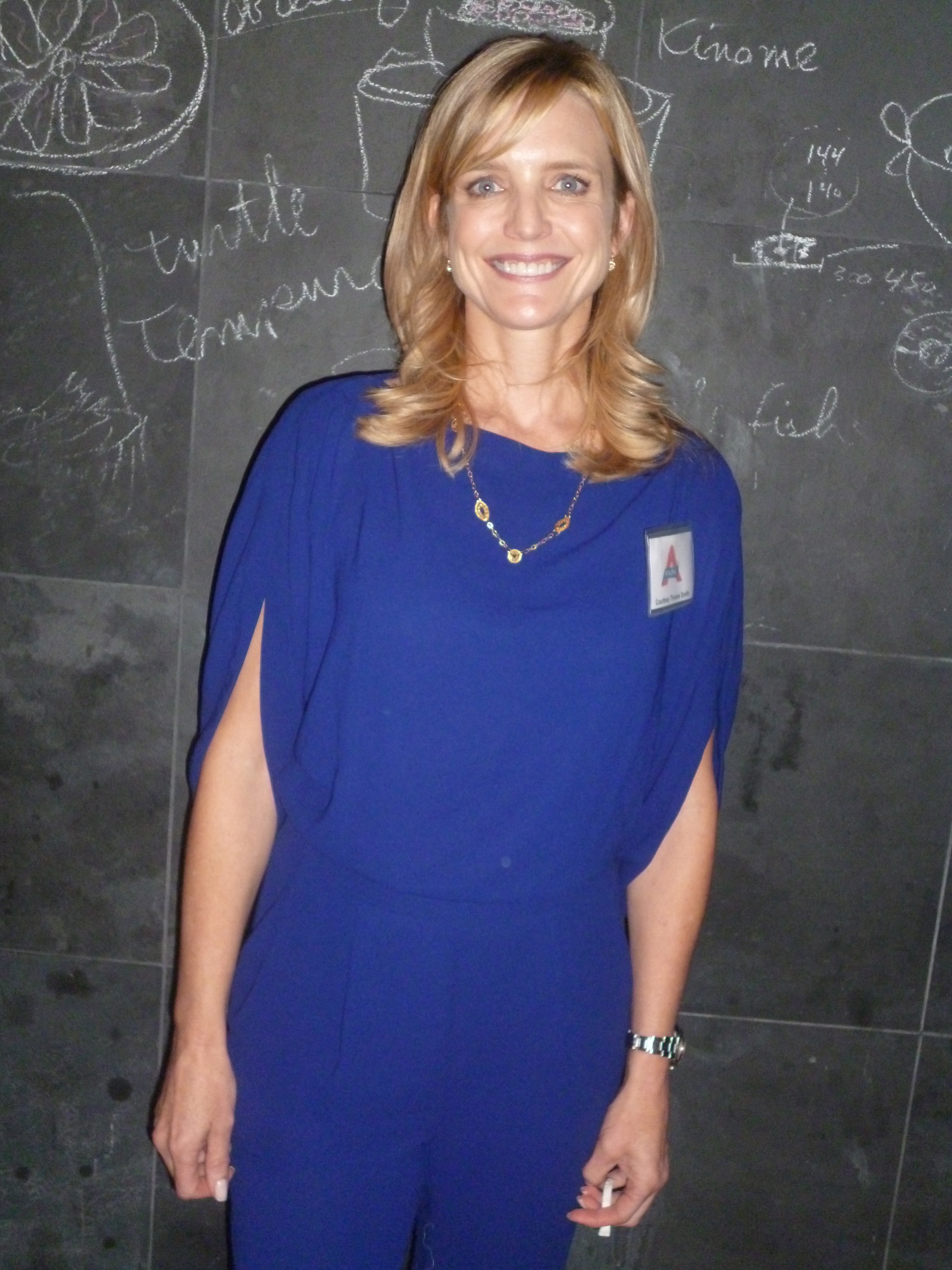
Courtney Thorne-Smith (* 1967)

- Thorner, Elise (* 2001), englische Leichtathletin
- Thörner, Fritz (1869–1940), deutscher Journalist Schriftsteller und hannoverscher „Lokalpoet“
- Thorner, Hans (1905–1991), deutsch-britischer Neurologe
- Thörner, Heinrich (1893–1983), deutscher Elektrotechniker und Unternehmer
- Thörner, Marc (* 1964), deutscher Auslandsjournalist und Sachbuchautor
- Thörner, Otto (1873–1945), deutscher Pädagoge und Heimatdichter
- Thörner, Tina (* 1966), schwedische Rallye-Navigatorin
- Thörner, Wilhelm (1850–1920), deutscher Chemiker
- Thornett, Dick (1940–2011), australischer Rugby-Union-, Rugby-League- und Wasserballspieler
- Thorneycroft, Peter, Baron Thorneycroft (1909–1994), britischer Politiker
- Thörnfeldt, Jimmy (* 1976), schwedischer Songwriter und Musikproduzent
- Thornhill, Claude (1909–1965), amerikanischer Jazz-Pianist und Bandleader
- Thornhill, James (1675–1734), britischer Maler und Radierer
- Thornhill, Juan (* 1995), US-amerikanischer Footballspieler
- Thornhill, Leeroy (* 1968), britischer MusikerLeeroy Thornhill (* 1968)

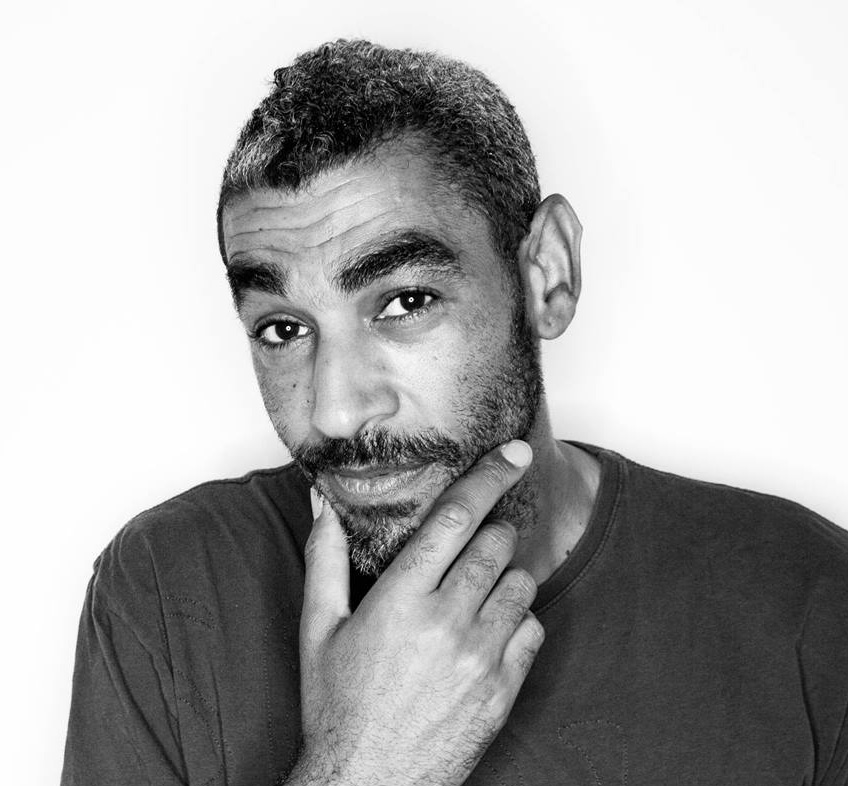
Leeroy Thornhill (* 1968)

- Thornhill, Matt (* 1988), englischer Fußballspieler
- Thornhill, Michael (1931–2018), englischer Tischtennisspieler
- Thornhill, Sophie (* 1996), britische Bahnradsportlerin
- Thorning-Schmidt, Helle (* 1966), dänische Politikerin, Mitglied des Folketing, MdEP
- Thorninger, Thomas (* 1972), dänischer Fußballspieler
- Thornley, Callum (* 2003), britischer Radrennfahrer
- Thornley, David (1935–1978), irischer Politiker
- Thornley, Georges William (1857–1935), französischer impressionistischer Maler, Aquarellist, Kupferstecher und Lithograph
- Thornley, Kerry (1938–1998), US-amerikanischer Autor, Mitbegründer des Diskordianismus
- Thornley, Paul, britischer Schauspieler
- Thornley, Paul (* 1944), kanadischer Snooker- und Poolbillardspieler
- Thornley, Sean (* 1989), britischer Tennisspieler
- Thornley, Victoria (* 1987), britische Ruderin
- Thörnqvist, Jan (* 1959), schwedischer Konteradmiral und Kommandeur der schwedischen Marine
- Thörnroos, Veronica (* 1962), finnische Politikerin (Pro Åland)
- Thornton, Al (* 1983), US-amerikanischer Basketballspieler
- Thornton, Anthony (1814–1904), US-amerikanischer Jurist und Politiker
- Thornton, Big Mama (1926–1984), US-amerikanische Bluessängerin, Songwriterin und Mundharmonikaspielerin
- Thornton, Billy Bob (* 1955), US-amerikanischer Schauspieler, Theater- und Drehbuchautor, Regisseur und SängerBilly Bob Thornton (* 1955)

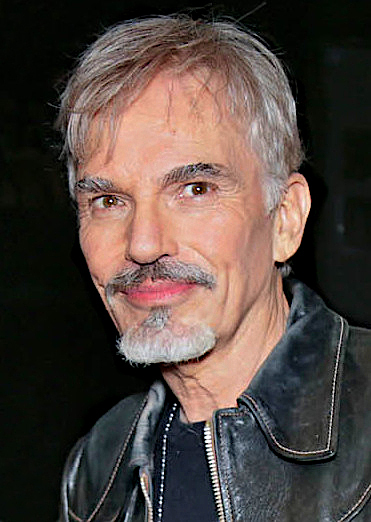
Billy Bob Thornton (* 1955)

- Thornton, Bootsy (* 1977), US-amerikanischer Basketballspieler
- Thornton, Brian (* 1985), US-amerikanischer Volleyballspieler
- Thornton, Bruce (* 1953), US-amerikanischer Literaturwissenschaftler, Publizist
- Thornton, Christopher (* 1967), US-amerikanischer Schauspieler
- Thornton, Clifford (1936–1983), US-amerikanischer Jazzposaunist und -trompeter
- Thornton, Cody (* 1986), kanadischer Eishockeyspieler
- Thornton, Dan (1911–1976), US-amerikanischer Politiker
- Thornton, David (* 1953), US-amerikanischer Schauspieler
- Thornton, David Howard (* 1979), US-amerikanischer SchauspielerDavid Howard Thornton (* 1979)

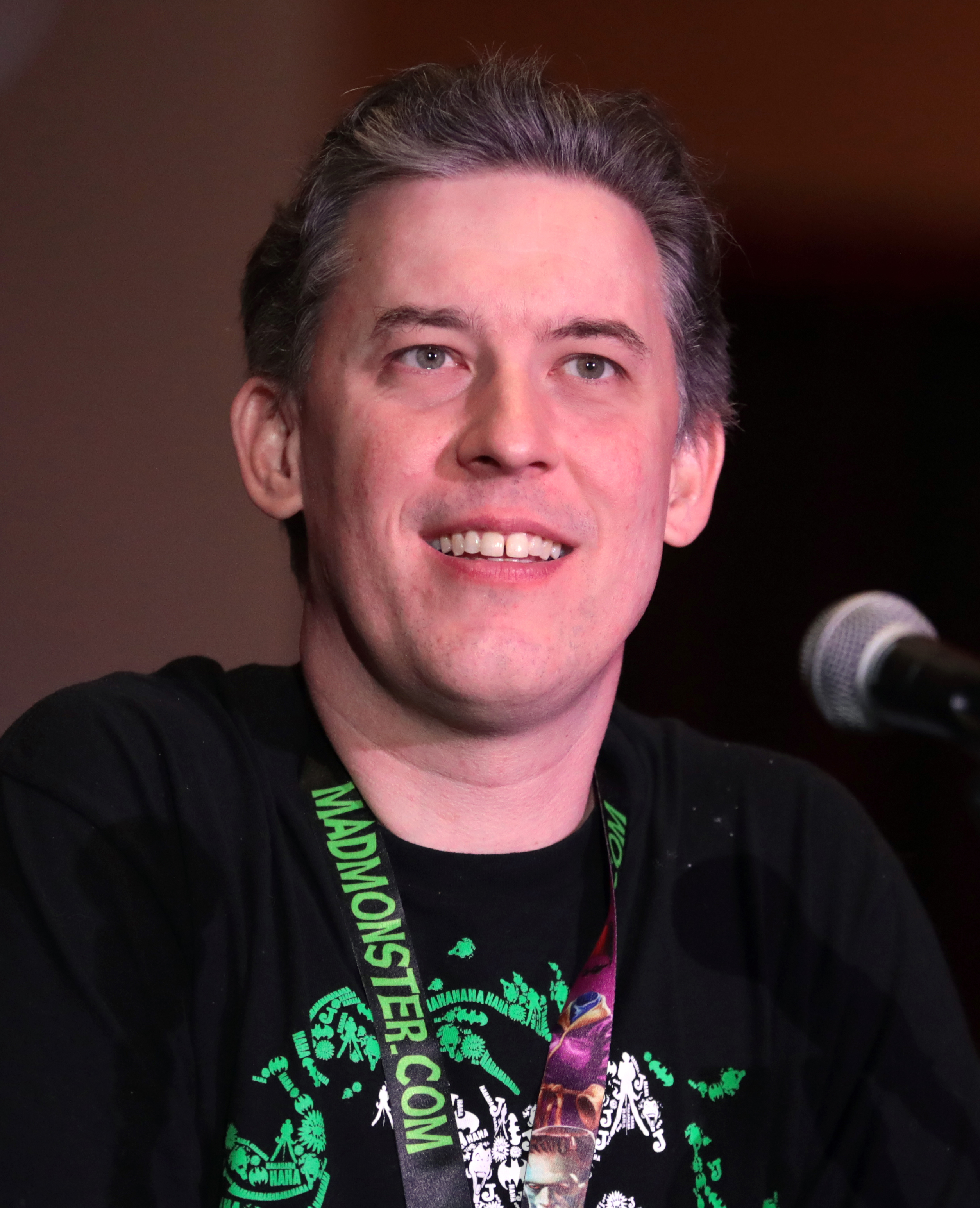
David Howard Thornton (* 1979)

- Thornton, Eleanor (1880–1915), britisches Modell
- Thornton, Eric (1882–1945), britisch-belgischer Fußballspieler
- Thornton, Frank (1921–2013), britischer Schauspieler
- Thornton, Glenys, Baroness Thornton (* 1952), britische Politikerin
- Thornton, Henry (1760–1815), britischer Ökonom, Bankier, Philanthrop und Abgeordneter (Member of Parliament)
- Thornton, Hugh (* 1991), US-amerikanischer American-Football-Spieler
- Thornton, Ian (1926–2002), australischer Biologie britischer Herkunft
- Thornton, James D. (* 1953), US-amerikanischer Komponist, Euphoniumspieler und Musikpädagoge
- Thornton, James E. (1925–2005), US-amerikanischer Computeringenieur
- Thornton, Janet (* 1949), britische Bioinformatikerin
- Thornton, Jessica (* 1998), australische Sprinterin
- Thornton, Joe (* 1979), kanadischer Eishockeyspieler
- Thornton, Johann (1771–1847), englischer Maschinenbauer und österreichischer Industrieller
- Thornton, John (1911–1944), britischer Hürdenläufer
- Thornton, John Randolph (1846–1917), US-amerikanischer Politiker
- Thornton, Kathryn C. (* 1952), US-amerikanische Astronautin, Hochschullehrerin in Virginia
- Thornton, Kayla (* 1992), US-amerikanische Basketballspielerin
- Thornton, Leslie (* 1951), US-amerikanische Filmemacherin und Künstlerin
- Thornton, Lilly (* 1966), schweizerisch-amerikanische Jazzsängerin
- Thornton, Marcus (* 1987), US-amerikanischer Basketballspieler
- Thornton, Marianne (1797–1887), englische Bürgerrechtlerin
- Thornton, Matthew (1714–1803), irisch-britisch-US-amerikanischer Arzt, Jurist und Politiker
- Thornton, Melanie (1967–2001), US-amerikanische PopsängerinMelanie Thornton (1967–2001)

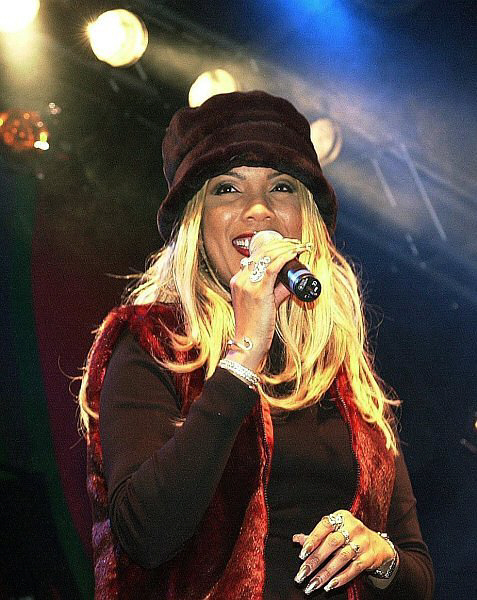
Melanie Thornton (1967–2001)

- Thornton, Melody (* 1984), US-amerikanische R&B-Sängerin, Songwriterin und Tänzerin
- Thornton, Michael Patrick, US-amerikanischer Schauspieler und Theaterdirektor
- Thornton, Noley (* 1983), US-amerikanische Schauspielerin
- Thornton, Peter (1925–2007), englischer Kunsthistoriker, Museumskurator und Autor
- Thornton, Ray (1928–2016), US-amerikanischer Jurist und Politiker
- Thornton, Robert (* 1967), schottischer Dartspieler
- Thornton, Robert Lee (1880–1964), US-amerikanischer Bankier und Politiker
- Thornton, Robert Y. (1910–2003), US-amerikanischer Jurist, Offizier und Politiker
- Thornton, Ron (1957–2016), britischer Filmschaffender
- Thornton, Scott (* 1971), kanadischer Eishockeyspieler
- Thornton, Shawn (* 1977), kanadischer Eishockeyspieler
- Thornton, Steve (* 1973), kanadisch-britischer Eishockeyspieler und -trainer
- Thornton, Teri (1934–2000), US-amerikanische Jazz-Sängerin
- Thornton, Tiffany (* 1986), US-amerikanische Schauspielerin und Sängerin
- Thornton, Tim (* 1957), britischer anglikanischer Bischof, Mitglied des House of Lords
- Thornton, Warwick (* 1970), australischer Filmregisseur, Kameramann und Drehbuchautor
- Thornton, William (1759–1828), britisch-amerikanischer Architekt und Erfinder
- Thornton, William E. (1929–2021), US-amerikanischer Astronaut
- Thornton, William Taylor (1843–1916), US-amerikanischer Politiker
- Thornton-le-Fylde, Brenda Dean, Baroness Dean of (1943–2018), britische Gewerkschafterin, Politikerin und ist Life Peer
- Thornycroft, Alyce (1844–1906), britische Bildhauerin und Malerin
- Thornycroft, Blanche (1873–1950), britische Schiffbauingenieurin
- Thornycroft, Hamo (1850–1925), britischer Bildhauer
- Thornycroft, Helen (1848–1937), britische Malerin
- Thornycroft, John Isaac (1843–1928), britischer Ingenieur
- Thornycroft, Mary (1814–1895), englische Bildhauerin
- Thornycroft, Theresa (1853–1947), britische Malerin
- Thornycroft, Thomas (1815–1885), englischer Bildhauer und Ingenieur
- Thornycroft, Thomas (1881–1955), britischer Olympiasieger im Motorbootfahren

### Thoro
- Thoroe, Björn (* 1984), deutscher Politiker (Die Linke), MdL
- Thorogood, George (* 1950), US-amerikanischer Bluesrock-MusikerGeorge Thorogood (* 1950)

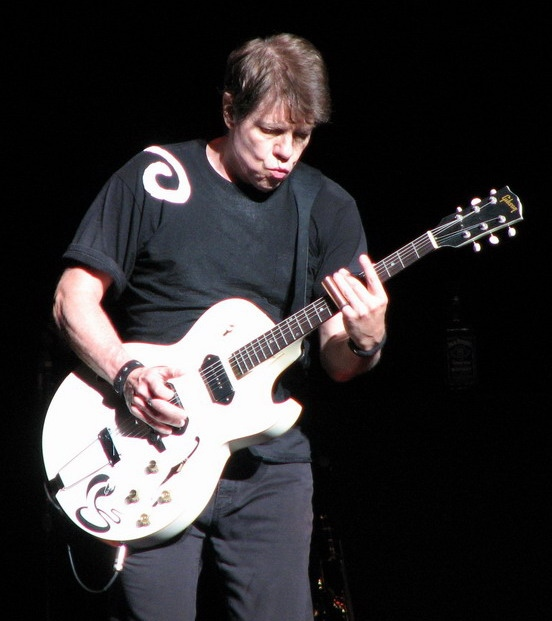
George Thorogood (* 1950)

- Thorogood, Robert (* 1972), englischer Roman- und Drehbuchautor
- Thorold de Pont-Audemer, normannischer Adliger
- Thorold, John, 9. Baronet (1734–1815), britischer Adliger und Politiker
- Thorold, William (1798–1878), britischer Mühlenbauer, Architekt und Bauingenieur
- Þórólfr Kveldúlfsson, norwegischer Wikinger, Bruder von Skallagrimr Kveldúlfsson
- Þórólfr Mostrarskegg, isländischer Siedler
- Thorolfson, Frank (1914–1977), kanadischer Pianist, Dirigent, Musikpädagoge und Komponist
- Thoros († 1098), Herrscher von Edessa
- Thoros I., dritte Fürst von Kleinarmenien
- Thoros II. († 1169), Fürst von Kleinarmenien
- Thoros III. (1271–1298), König von Kleinarmenien

### Thorp
- Thorp, Edward O. (* 1932), US-amerikanischer Mathematiker
- Thorp, Eline (* 1993), norwegische Sängerin
- Thorp, Freddie (* 1994), britischer Schauspieler
- Thorp, Jeremy (* 1941), britischer Botschafter
- Thorp, Kristine Kujath (* 1992), norwegische Schauspielerin
- Thorp, Robert Taylor (1850–1938), US-amerikanischer Politiker
- Thorp, Roderick (1936–1999), US-amerikanischer Schriftsteller
- Thorpe, Adam (* 1956), britischer Schriftsteller
- Thorpe, Adrian Charles (* 1942), britischer Diplomat
- Thorpe, Alexis (* 1980), US-amerikanische Schauspielerin
- Thorpe, Alma (* 1935), australische Aborigine-Aktivistin
- Thorpe, Chris (* 1970), US-amerikanischer Rennrodler
- Thorpe, D. R. (1943–2023), britischer Historiker und Biograf
- Thorpe, Dakeil (* 1989), barbadischer Badmintonspieler
- Thorpe, David (* 1972), britischer Künstler
- Thorpe, Elliott (1897–1989), US-amerikanischer General
- Thorpe, Graham (1969–2024), englischer Cricketspieler
- Thorpe, Heath (* 2000), australischer Turner
- Thorpe, Ian (* 1982), australischer SchwimmerIan Thorpe (* 1982)

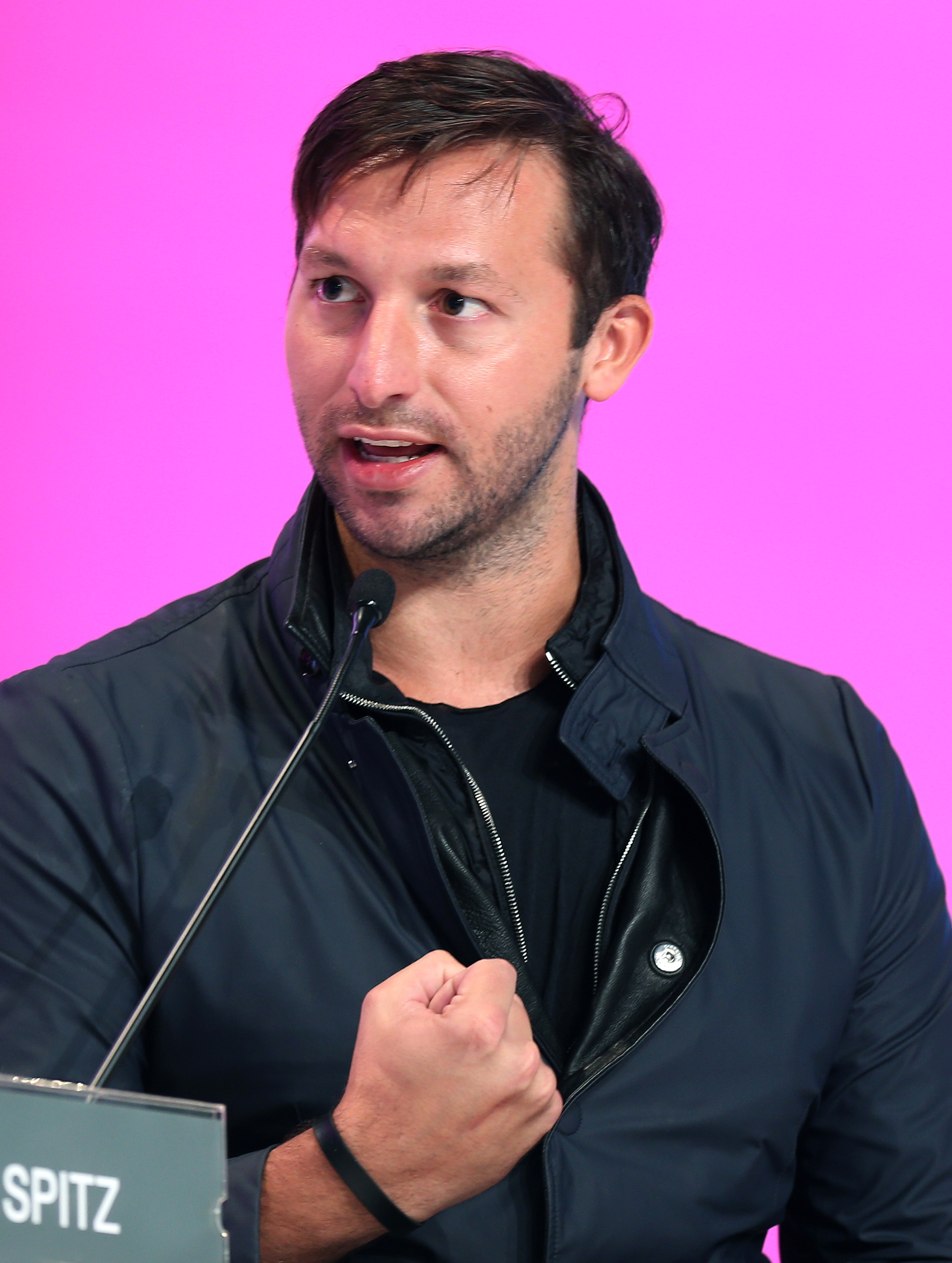
Ian Thorpe (* 1982)

- Thorpe, Isabelle (* 2001), britische Synchronschwimmerin
- Thorpe, Jahmar (* 1984), US-amerikanischer Basketballspieler
- Thorpe, Jeremy (1929–2014), britischer Politiker (Liberal Party), Mitglied des House of Commons
- Thorpe, Jerry (1926–2018), US-amerikanischer Regisseur und Produzent bei Film und Fernsehen
- Thorpe, Jim († 1953), US-amerikanischer Leichtathlet
- Thorpe, Jim (1933–2010), englischer Snookerschiedsrichter
- Thorpe, Jimmy (1913–1936), englischer Fußballtorhüter
- Thorpe, Jocelyn Field (1872–1940), britischer Chemiker
- Thorpe, John († 1655), englischer Architekt
- Thorpe, John A. (1936–2021), US-amerikanischer Mathematiker
- Thorpe, Laura (* 1987), französische Tennisspielerin
- Thorpe, Lidia (* 1973), australische Politikerin und Aborigine-Aktivistin
- Thorpe, Louis, gambischer Fußballspieler und Fußballtrainer
- Thorpe, Otis (* 1962), US-amerikanischer Basketballspieler
- Thorpe, Richard (1896–1991), US-amerikanischer Filmregisseur
- Thorpe, Roy (* 1934), britischer Geher
- Thorpe, Roy H. (1874–1951), US-amerikanischer Politiker
- Thorpe, Thomas Edward (1845–1925), britischer Chemiker
- Thorpe, Tim (* 1983), britischer Hornist
- Thorpe, William (1902–1986), britischer Zoologe

### Thorr
- Thørring, Jorun (* 1955), norwegische Schriftstellerin und Gynäkologin
- Thorry, Juan Carlos (1908–2000), argentinischer Schauspieler und Regisseur, Tangosänger, -dichter und -komponist

### Thors
- Thors, Alva (* 2005), finnische Nordische Kombiniererin
- Thors, Frits (1909–2014), niederländischer Nachrichtensprecher
- Thors, Joseph (1835–1920), englischer Landschaftsmaler
- Thorsby, Morten (* 1996), norwegischer Fußballspieler
- Thorsch, Alfons (1872–1945), österreichischer Bankier
- Thorsch, Benno (1898–2003), Schweizer Unternehmer
- Thorsch, Philipp (1831–1905), österreichisch-tschechischer Bankier
- Thorschmidt, Justus Christian (1688–1750), deutscher Lokalhistoriker, der als evangelischer Pfarrer tätig war
- Thorsell, Ulf (1956–2021), schwedischer Tischtennisspieler
- Thorsen, Camilla (* 1975), norwegische Handballspielerin
- Thorsen, Daniel (* 1986), australischer Bahnradrennfahrer
- Thorsen, Henri (1893–1977), dänischer Hürdenläufer, Sprinter, Hochspringer, Weitspringer und Zehnkämpfer
- Thorsen, Jan Einar (* 1966), norwegischer Skirennläufer
- Thorsen, Jens Jørgen (1932–2000), dänischer Künstler, Regisseur und Drehbuchautor
- Thorsen, John (* 1957), australischer Radrennfahrer
- Thorsen, Jonas (* 1990), dänischer Fußballspieler
- Thorsen, Olaf, italienischer Metal-Gitarrist
- Thorsen, Rolf (* 1961), norwegischer Ruderer
- Thorsen, Sven-Ole (* 1944), dänischer Schauspieler, Stuntman und Bodybuilder
- Thorsen, Victor (1869–1934), dänischer Kapitän
- Thorseth, Ragnar (* 1948), norwegischer Abenteurer und Schriftsteller
- Thorsett, Sarah (* 1970), US-amerikanische Mittelstreckenläuferin
- Thorsgaard, Susan (* 1988), dänische Handballspielerin
- Thorsgard, Enoch (1917–2015), US-amerikanischer Viehzüchter und Politiker (Republikanische Partei)
- Thorsheim, Ove (* 1949), norwegischer Diplomat
- Thorslund, Dina (* 1993), dänische Boxerin
- Thorslund, Terje (* 1945), norwegischer Leichtathlet
- Thorsnes, Elise (* 1988), norwegische Fußballspielerin
- Thorsness, Kristen (* 1960), US-amerikanische Ruderin
- Thorson, Linda (* 1947), kanadische SchauspielerinLinda Thorson (* 1947)

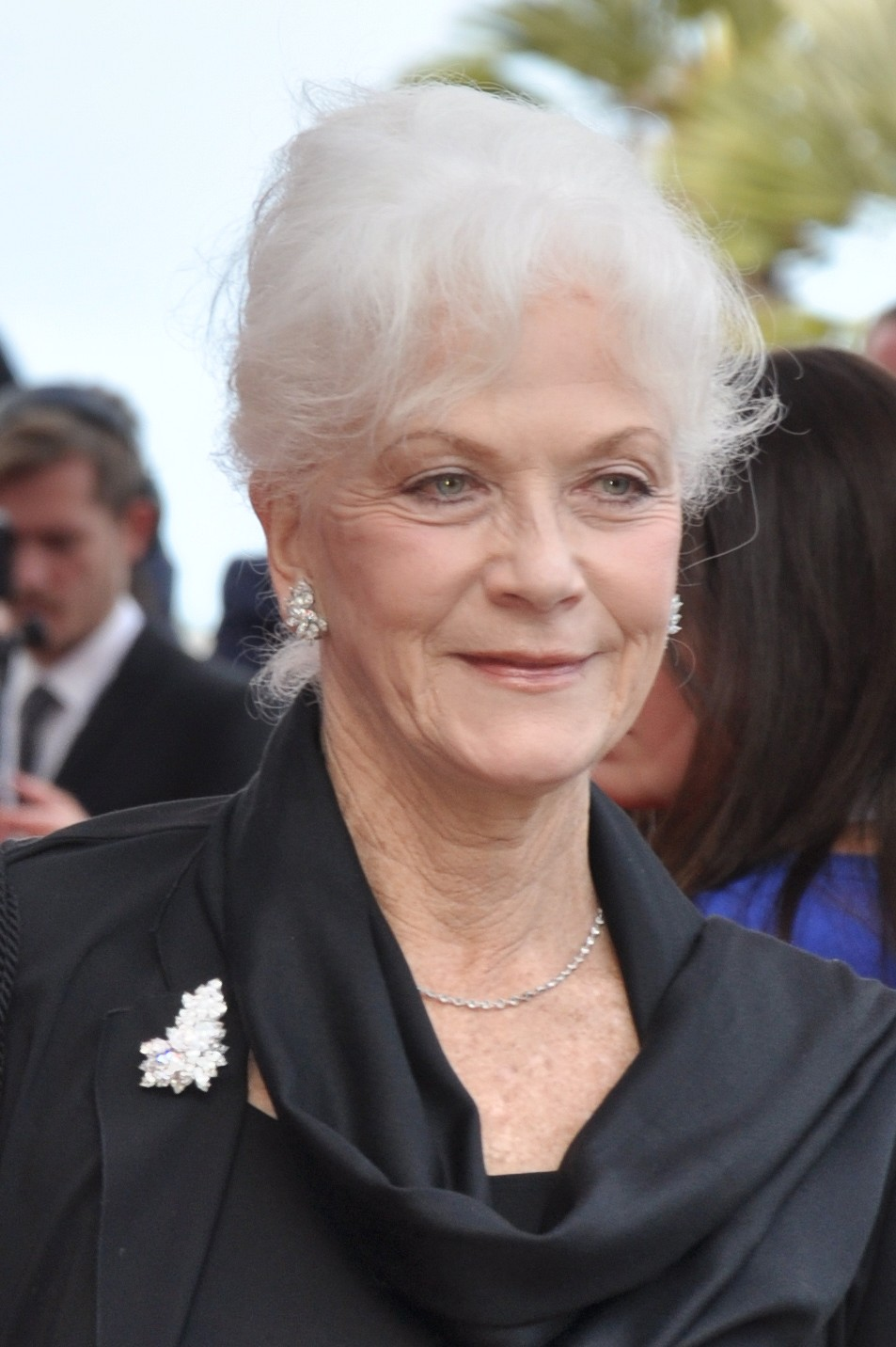
Linda Thorson (* 1947)

- Thorson, Scott (1959–2024), US-amerikanischer Schriftsteller
- Thorson, Susanne (* 1981), schwedische Schauspielerin
- Thorson, Thomas (1848–1915), US-amerikanischer Geschäftsmann und Politiker
- Thorsrud, Naomi Hasselberg (* 2002), norwegische Schauspielerin
- Thorsson, Pierre (* 1966), schwedischer Handballspieler und -trainer
- Thorstad, Raik (* 1980), deutscher Autor
- Thorstein Elias Hjaltelin (1771–1817), isländischer Miniaturen- und Landschaftsmaler in Braunschweig
- Þorsteinn Bachmann (* 1965), isländischer Schauspieler
- Thorsteinn Einarsson (* 1996), österreichisch-isländischer MusikerThorsteinn Einarsson (* 1996)
- Þorsteinn Eiríksson, Wikinger

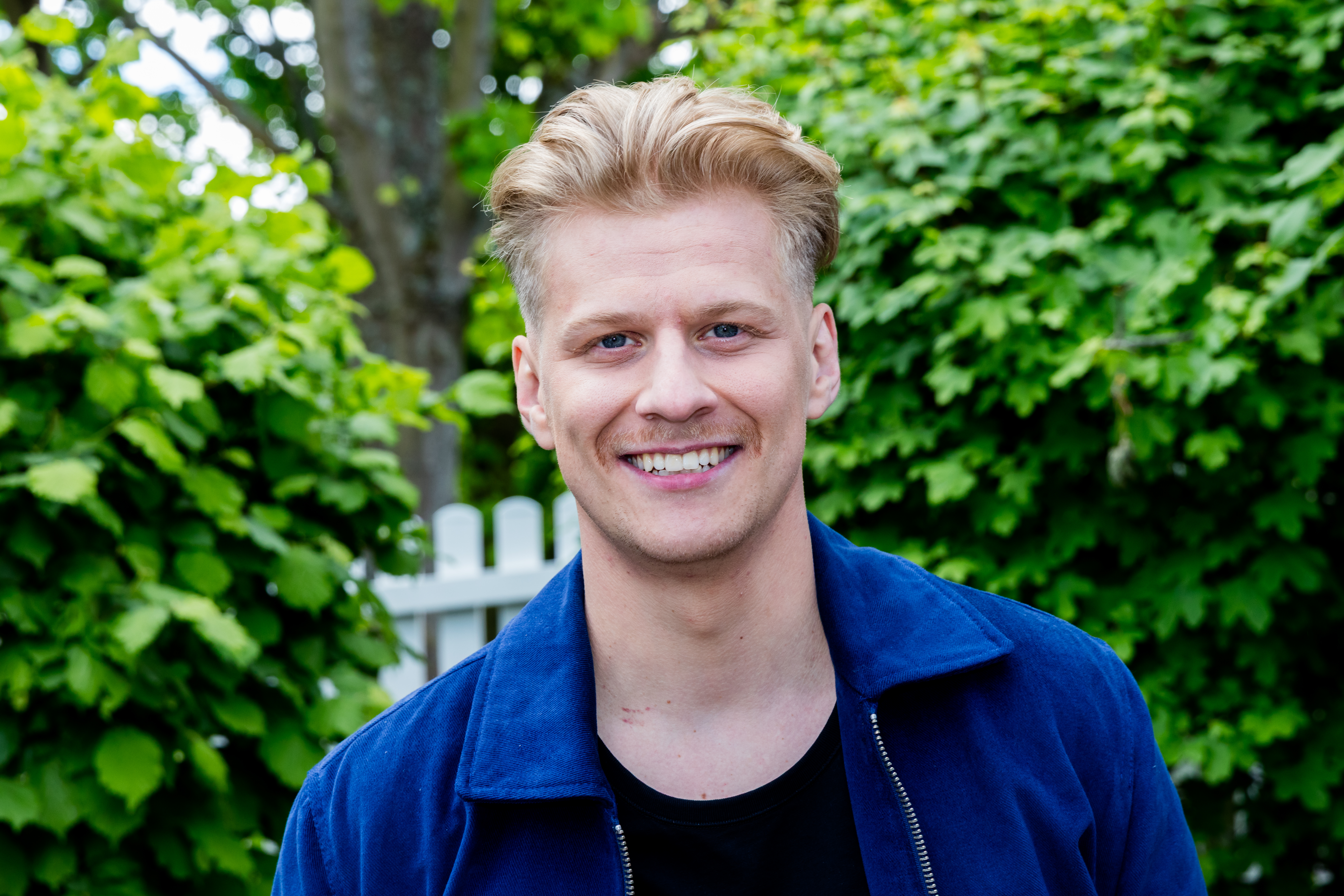
Thorsteinn Einarsson (* 1996)

- Þorsteinn Erlingsson (1858–1914), isländischer Schriftsteller
- Þorsteinn H. Halldórsson (* 1968), isländischer Fußballtrainer
- Þorsteinn Hjálmarsson (1911–1984), isländischer Wasserballspieler
- Thorsteinn I. Sigfusson (1954–2019), isländischer Physiker
- Þorsteinn Jónsson (* 1946), isländischer Filmregisseur
- Þorsteinn Leó Gunnarsson (* 2002), isländischer Handballspieler
- Þorsteinn Löve (1923–2002), isländischer Leichtathlet
- Þorsteinn Páll Hængsson (* 1964), isländischer Badmintonspieler
- Þorsteinn Pálsson (* 1947), isländischer Politiker
- Þorsteinn Sæmundsson (* 1953), isländischer Politiker (Fortschrittspartei)
- Þorsteinn Valdimarsson (1918–1977), isländischer Schriftsteller
- Þorsteinn Víglundsson (* 1969), isländischer Manager und Politiker (Viðreisn)
- Thorsteinsson, Benedikte (* 1950), grönländische Politikerin (Siumut)
- Thorsteinsson, Pól (* 1973), färöischer Fußballspieler
- Thorsteinsson, Raymond (1921–2012), kanadischer Geologe und Paläontologe
- Thorsten, Malte (* 1951), deutscher Schauspieler
- Thorstensen, Gabriel (1888–1974), norwegischer Turner
- Thorstensen, Thomas (1880–1953), norwegischer Turner
- Thorstvedt, Erik (* 1962), norwegischer Fußballspieler
- Thorstvedt, Kristian (* 1999), norwegischer Fußballspieler
- Thorsvik, Ingvild Wetrhus (* 1991), norwegische Politikerin

### Thoru
- Thorun, Eckhard (* 1938), deutscher Ringer
- Thorun, Gustav (1892–1939), deutscher Politiker
- Thorun, Walter (1921–2010), deutscher Sozialarbeitswissenschaftler
- Þórunn Arna Kristjánsdóttir (* 1983), isländische Schauspielerin und Sängerin
- Þórunn Egilsdóttir (1964–2021), isländische Politikerin (Fortschrittspartei)
- Þórunn Helga Jónsdóttir (* 1984), isländische Fußballspielerin
- Þórunn Sveinbjarnardóttir (* 1965), isländische Politikerin (Allianz)
- Thorup, Jess (* 1970), dänischer Fußballspieler und -trainer
- Thorup, Kirsten (* 1942), dänische Schriftstellerin
- Thorup, Mikkel (* 1965), dänischer Informatiker
- Thorup, Peter (1948–2007), dänischer Blues-Musiker
- Thorup, Sofja (* 1997), russisch-dänische Shorttrackerin und Eisschnellläuferin

### Thorv
- Thorvald Asvaldsson, Vater von Erik dem Roten
- Þorvaldr Eiríksson, Wikinger
- Thorvaldsen, Bertel (1770–1844), dänischer BildhauerBertel Thorvaldsen (1770–1844)

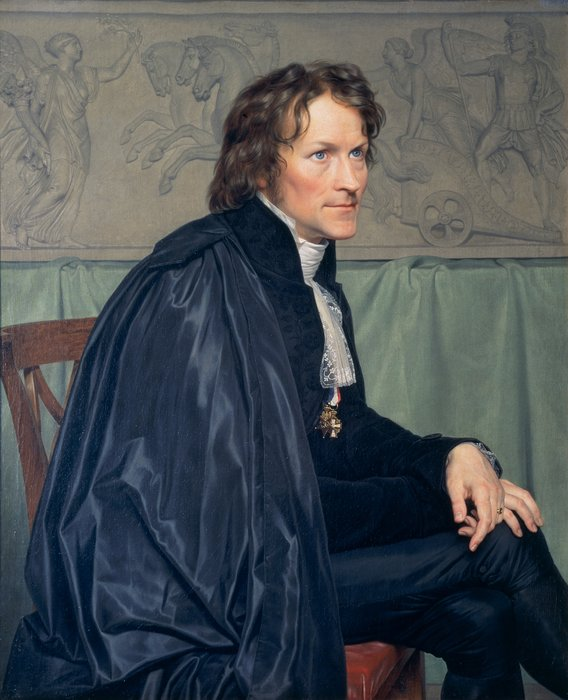
Bertel Thorvaldsen (1770–1844)

- Thorvaldsen, Randi (1925–2011), norwegische Eisschnellläuferin
- Thorvaldsen, Thor (1909–1987), norwegischer Segler
- Þorvaldur Davíð Kristjánsson (* 1983), isländischer Schauspieler
- Þorvaldur Thoroddsen (1855–1921), isländischer Geologe und Geograph
- Thorvall, Kerstin (1925–2010), schwedische Schriftstellerin, Illustratorin und Journalistin

### Thorw
- Thorwald, Jürgen (1915–2006), deutscher Schriftsteller
- Thorward, Friedl (1915–2008), deutscher Bergsteiger und Buchautor
- Thorwart, Florian (* 1982), deutscher Fußballspieler
- Thorwarth, Alfred (1938–2018), deutscher Redakteur und Moderator beim Westdeutschen Rundfunk
- Thorwarth, Martin (* 1972), deutscher Musiker
- Thorwarth, Peter (* 1971), deutscher RegisseurPeter Thorwarth (* 1971)

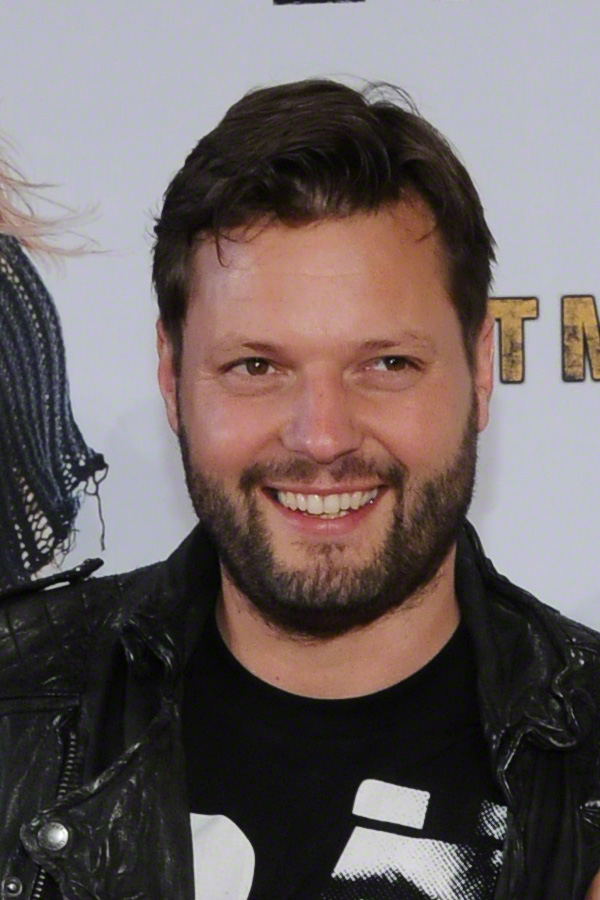
Peter Thorwarth (* 1971)

- Thorwarth, Tommy (* 1979), deutscher Basketballspieler
- Thorwartl, Walter (* 1947), österreichischer Schriftsteller
- Thorwesten, Max (1908–1994), österreichischer Politiker, Bürgermeister von Krems an der Donau
- Thorwirth, Karl (1923–2003), deutscher Gewerkschafter und Politiker (SPD), MdL
- Thorwirth, Maximilian (* 1995), deutscher Leichtathlet